# Крайхгаубан
Крайхгаубан (нім. Kraichgaubahn) — залізниця завдовжки 64,8 км в регіоні Крайхгау, на північному заході німецької землі Баден-Вюртемберг. Прямує від Карлсруе через Бреттен і Еппінген до Гайльбронна, побудовано в 1880 році. 
Здобула міжнародну популярність в 1992 році як перший двосистемний маршрут трамвай-поїзд штадтбану Карлсруе, дільниця між Карлсруе та Бреттеном є прототипом для так званої моделі Карлсруе.

## Географія

### Топографія
Західна дільниця лінії прямує через головний напрямок течії річок в Крайхгау. 
Ці річки течуть у північно-західному напрямку, тоді як лінія проходить на північний схід від Карлсруе до Еппінгена. Переходи між горами та долинами вимагають звивистого маршруту зі значними похилами. 
Загалом залізниця перетинає п’ять гірських хребтів між долинами Пфінц, Вальцбах, Заальбах, Крайхбах, Ельзенц і Лайн через три тунелі. 
Залізниця прямує долиною річки між Флехінгеном і Зульцфельдом та долиною Кольбаха. 
У східних частинах природні умови сприятливі, і лінія проходить в основному по долині річки Лайн.

### Маршрут
Крайхгаубан починається на станції Карлсруе-Грецинген, де він відгалужується ліворуч від залізниці Карлсруе — Мюлаккер. 
Спочатку лінія була одноколійною, пізніше додана двоколійна дільниця між Єлінген-Західний і Вессінген-Східний. 
Перед станцією Бреттен перетинає Вюртемберзьку західну залізницю. 
Від Бреттен-Гельсгаузен до зупинки Гельсгаузен-Індустрі та від Еппінген-Західний до станції Еппінген лінія знову двоколійна. 
Після Еппінгену залізниця Штайнсфурт — Штеббах відгалужується ліворуч біля Штеббаха, а від Лейнгартен-Західний Крайхгаубан знову двоколійний. 
На Гайльбронн-Головний є пересадка на Гайльброннський штадтбан і відгалужується колія до порту, а також починається Франкенбан.

## Історія

### З 1880 року
До 1870 року центральний район Крайхгау був оточений чотирма залізничними лініями. Це:
- Райнтальбан, що сполучає Гайдельберг через Брухзаль з Карлсруе;
- Вюртемберзька західна залізниця(інші мови), що прямує від Брухзаля через Бреттен до Бітіггайму;
- Вюртемберзька північна залізниця(інші мови) від Штутгарта до Гайльбронна через Бітіггайму;
- Баден-Оденвальдська залізниця(інші мови), що сполучає Північну залізницю, Гайдельберг через Меккенгайм, Зінсгайм і Ягстфельд з Гайльбронном.

Площа, оточена цими лініями, охоплює величезну територію на кордоні Бадена і Вюртемберга навколо баденського міста Еппінген. 
Це відхиляло традиційні торгівельні шляхи та загрожувало загальному економічному розвитку регіону Еппінген, який, як наслідок, намагався побудувати залізницю через регіон, щоб подолати цей недолік. 
Місто Гайльбронн, яке бажало кращого транспортного сполучення із заходом, і Карлсруе підтримали цю пропозицію.
Це дало початок плану лінії від Карлсруе (точніше Грецінгена) через Бреттен і Еппінген до Гайльбронна. 
Окрім місцевих потреб, запропонована лінія пропонувала пряме сполучення із Франції до Нюрнберга, а звідти на схід 
та мала сполучити Бреттен із залізницею Меккенгайм — Ягстфельд.

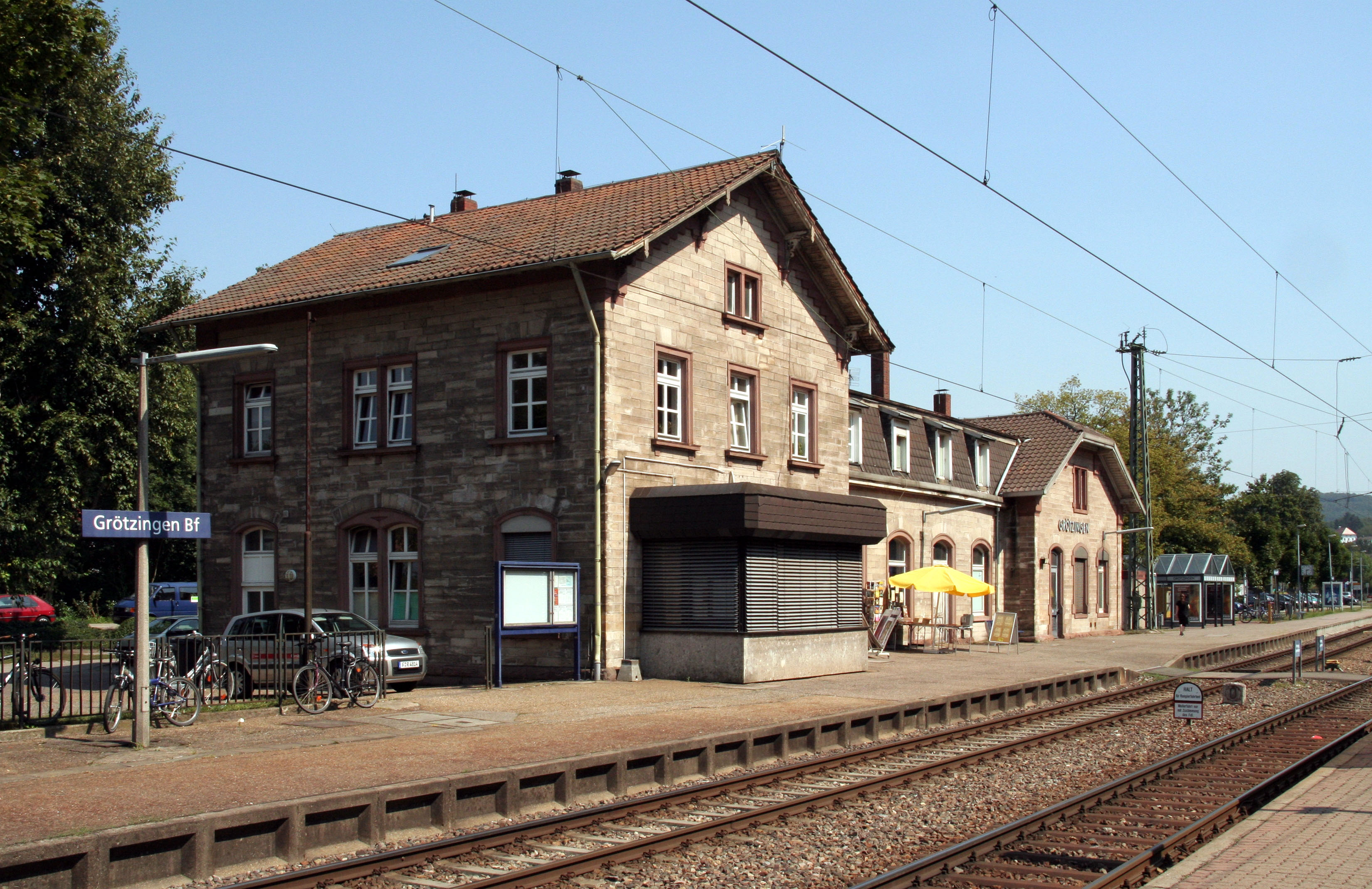
Станція Грецінген

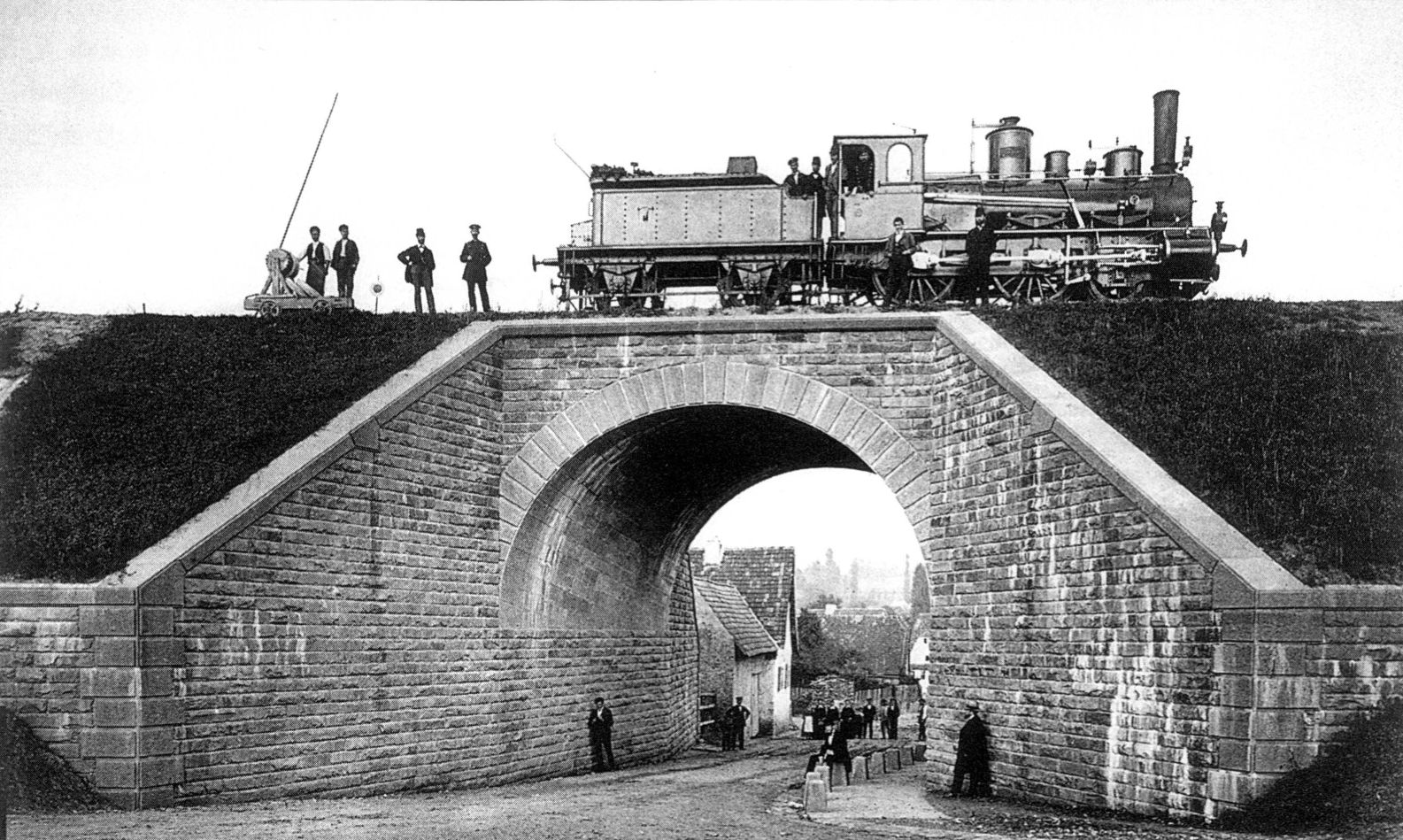
Шляхопровід через шосе в Єлінгені після його завершення в 1879 році

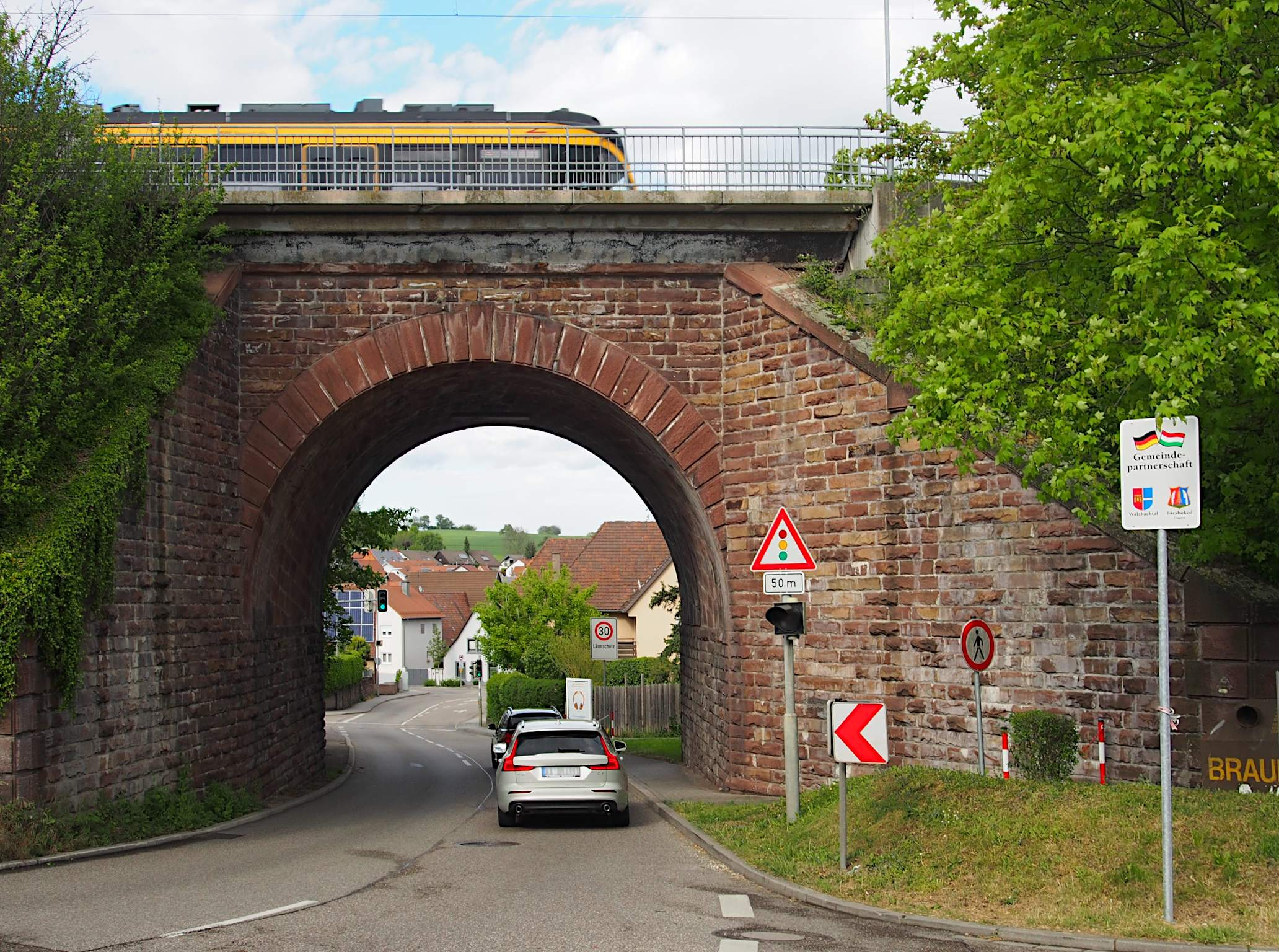
Те саме місце у 2020 році

Проект отримав схвалення державних органів обох країн. 
Уряд Бадена не зміг швидко здійснити будівництво, оскільки був зайнятий іншими залізницями (головним чином Шварцвальдбаном). 
Щоб прискорити будівництво, місто Карлсруе під керівництвом мера Вільгельма Флорентіна Лаутера запропонувало побудувати дільницю Бадена до Еппінгена згідно з розпорядженням Державної залізниці Великого герцогства Баден для експлуатації лінії, спочатку сплачуючи орендну плату, а потім купуючи лінію в розстрочку.
Уряд Бадена погодився з цією пропозицією, і тому 30 березня 1872 року прийнято закон, що дозволяв його будівництво. 
Однак перед початком будівництва потрібно було провести переговори з Вюртембергом. 
Це призвело до укладення договору 29 грудня 1873 року, який передбачав інші сполучення між державами в долині Неккар і Кінциг. 
Вюртемберг будував дільницю Гайльбронн — Еппінген; пересадною станцією було визначено Еппінген. 
Баденська дільниця перетинає Західну залізницю в Бреттені, під орудою Вюртембергу по всій його довжині, включно з дільницею через територію Баден між Рюїтом (біля Бреттена) і Брухзалем. 
Щоб уникнути експлуатації залізниці, що належала Вюртембергу, на території Бадену, Баден заявив про право викупити дільницю Західної залізниці, розташовану на його території, що було його правом згідно з договором, який спочатку дозволяв її будівництво. 
Переговори тривали кілька роки, поки 15 листопада 1878 року підписано договір, який дозволив Бадену придбати дільницю Брухзаль — Бреттен.
Через фінансову кризу на залізницях Бадена місто Карлсруе спочатку мало труднощі з пошуком підрядника для будівництва лінії, тому контракт укладено лише 15 листопада 1876 року. 
Підрядником виступив Ph. Holzmann & Cie. з Франкфурта-на-Майні. 
15 жовтня 1879 року відкрито лінію Грецінгена — Еппінген, 10 жовтня 1878 року Королівська Вюртемберзька державна залізниця відкрила дільницю Гайльбронн — Швайгерн, а 7 серпня 1880 року відкрито дільницю Еппінген — Швайгерн. 
Планування та будівництво Вюртемберзької дільниці здійснювалося під керівництвом керівника будівництва Карла Юлія Абеля. 
Під час обговорення частини маршруту, що залишилася, рада тодішнього незалежного муніципалітету Штеттен-ам-Гойгельберг поставила проектантів перед фактом: вона побудувала місцеву станцію ще до того, як стало зрозуміло, що лінія взагалі пройде через це місце.
Після завершення будівництва лінії Баденська державна залізниця взяла на себе виконання умов початкової угоди, взявши на себе повне володіння залізницею, на себе залишок позики Карлсруе на лінію в розмірі 12 мільйонів марок . 

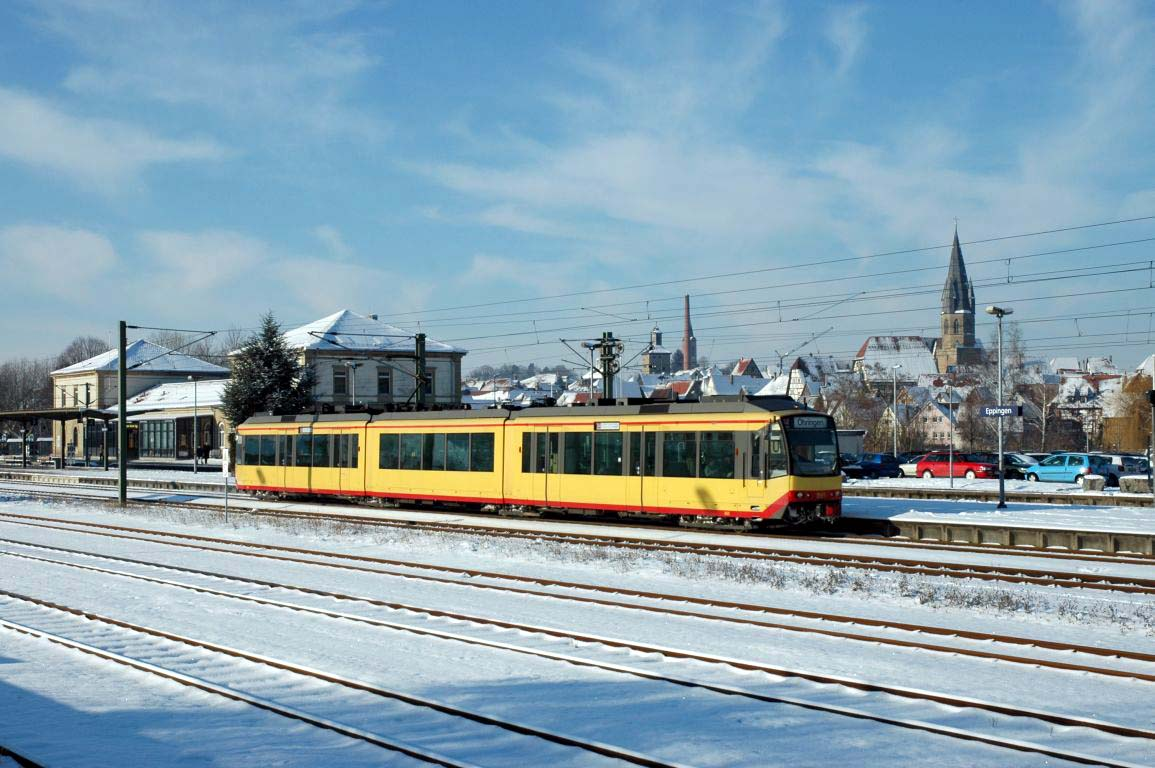
Потяг штадтбану в Еппінгені в грудні 2005 року

### 1880–1945 рр
У 1900 році відкрито лінію Штайнсфурт — Штеббах, що сполучила Крайхгаубан з лінією Меккенгайм —— Ягстфельд. Ця лінія проходить уздовж Ельзенца .
Міста Дюрренбюхіг і Гельсгаузен (нині обидва райони Бреттен), розташовані на Крайхгаубані, скаржилися на відсутність станцій. 
Їхнє бажання було нарешті виконано в 1906 році. 
У 1888 році прокладено другу колії на дільниці Бреттен — Еппінген — Гайльбронн, як частину військового маршруту постачання з центральної Німеччини через Нюрнберг, Крайльсгайм , Гайльбронн, Бреттен, Брухзаль, Цвайбрюккен у Саарі до Лотарингії. 
Важливість сполучення в мирний час, однак, залишалася низькою, і адміністратори Крайхгаубану не прислухалися до пропозицій щодо швидких поїздів між Карлсруе та Вюрцбургом/Нюрнбергом. 
Однак через перевантаження в Штутгарті в 1906-14 рр. поїзд "Париж-Карлсбад Експрес" курсував Крайхгаубаном. Це лінія Східного експресу, курсувала через Нюрнберг до Карлових Вар. 
Проте початок Першої світової війни припинив цю послугу. 

31 березня 1920 року державні залізниці Бадена і Вюртембергу приєднано до новоствореної Deutsche Reichsbahn. 
Через те, що Німеччина мала виплатити військові репарації, програвши Першу світову війну, коштів на подальшу модернізацію лінії не було. 
У наступні роки були спроби прокласти другу колію на дільниці Дурлах — Бреттен, але безуспішно. 
З 1935 року на лінії використовували швидкі дизельні поїзди класу VT 137.

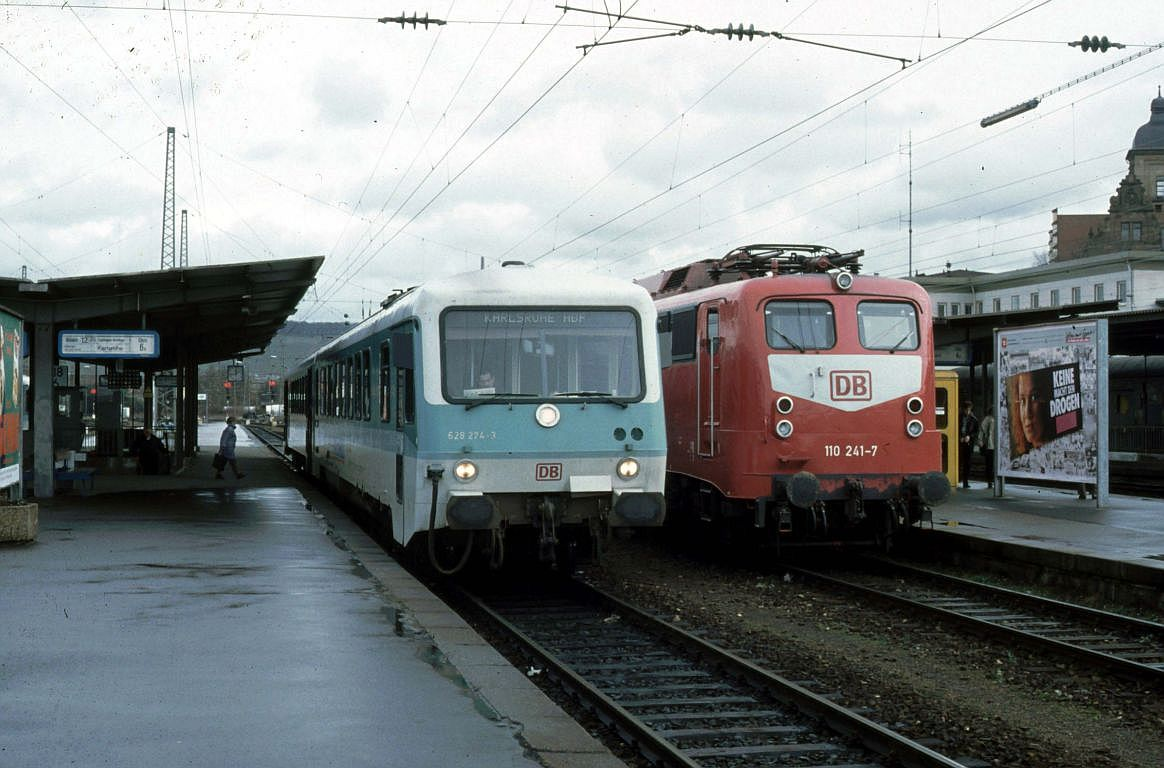
Відправлення поїзда класу 628 DMU до Карлсруе на Гайльбронн-Головний (лютий 1995)

### Deutsche Bundesbahn (1945–1992)
Наприкінці Другої світової війни Крайхгаубан, як і більшість інших німецьких залізниць, зазнала значних пошкоджень. Оскільки німецька армія підірвала мости в Гроцінгені та Ринклінгені, а лінія між Карлсруе та Бреттеном була непрохідною протягом кількох місяців, сполучення між Карлсруе та Крайхгау довелося здійснювати через Брухзаль. 
У той же час дільниця Еппінген — Гайльбронн-Зонненбруннен була частиною єдиного залізничного сполучення між регіоном Верхній Рейн і Штутгартом, яке проходило від Гайдельберга через Неккаргемюнд, Зінсгайм, Еппінген і Лауффен, доки залізничним Бітіггаймським віадукомом відновлено рух 1 серпня 1945 року. 
Уже в 1945 році пошкодження між Бреттеном і Еппінгеном тимчасово відремонтовано, а дільниці Бреттен — Бауербах і Зульцфельд — Еппінген перебудовано на одну колію. 
З 16 вересня 1946 року дільницю Грецінген — Бреттен знову відкрито для руху. 

У 1968 році Бундеснсбан демонтував другу колію між Бауербахом і Зульцфельдом, а після 1970 року поступово демонтовано другу колію на дільниці Еппінген — Швайгерн — Лейнгартен. 
Наприкінці 1980-х років лише дільниця Лейнгартен — Зонненбруннен залишалась двоколійною. 

Станції Йолінген, Геммінген, Штеттен і Лайнгартен-Захвдний перетворено на зупинки.
Використання паровозів припинено в травні 1972 року. 
Відтепер залізниця Крайхгау обслуговувалась кількома вагонами та тепловозами класу 218 і 212, які тягнули вагони Silberling. 
З 1976 року Deutsche Bundesbahn опублікував плани закрити лінію разом із лінією між Еппінгеном і Зінсгаймом. 
Тому він демонтував більшу частину суцільної двоколійної дільниці між Бреттеном і Гайльбронном, замінивши її одноколійною. 
Тоді плани закриття викликали шалений спротив у громаді.
Наприкінці 1980-х рр автомотриси класу 628 перейняли пасажирські перевезення.

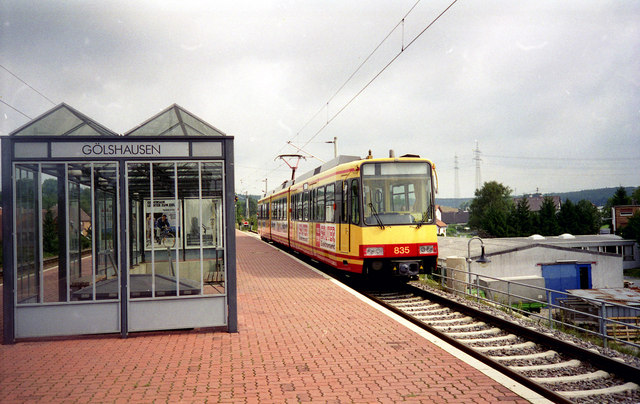
Поїзд на кінцевій зупинці в Гельсгаузені (серпень 1995 р.)

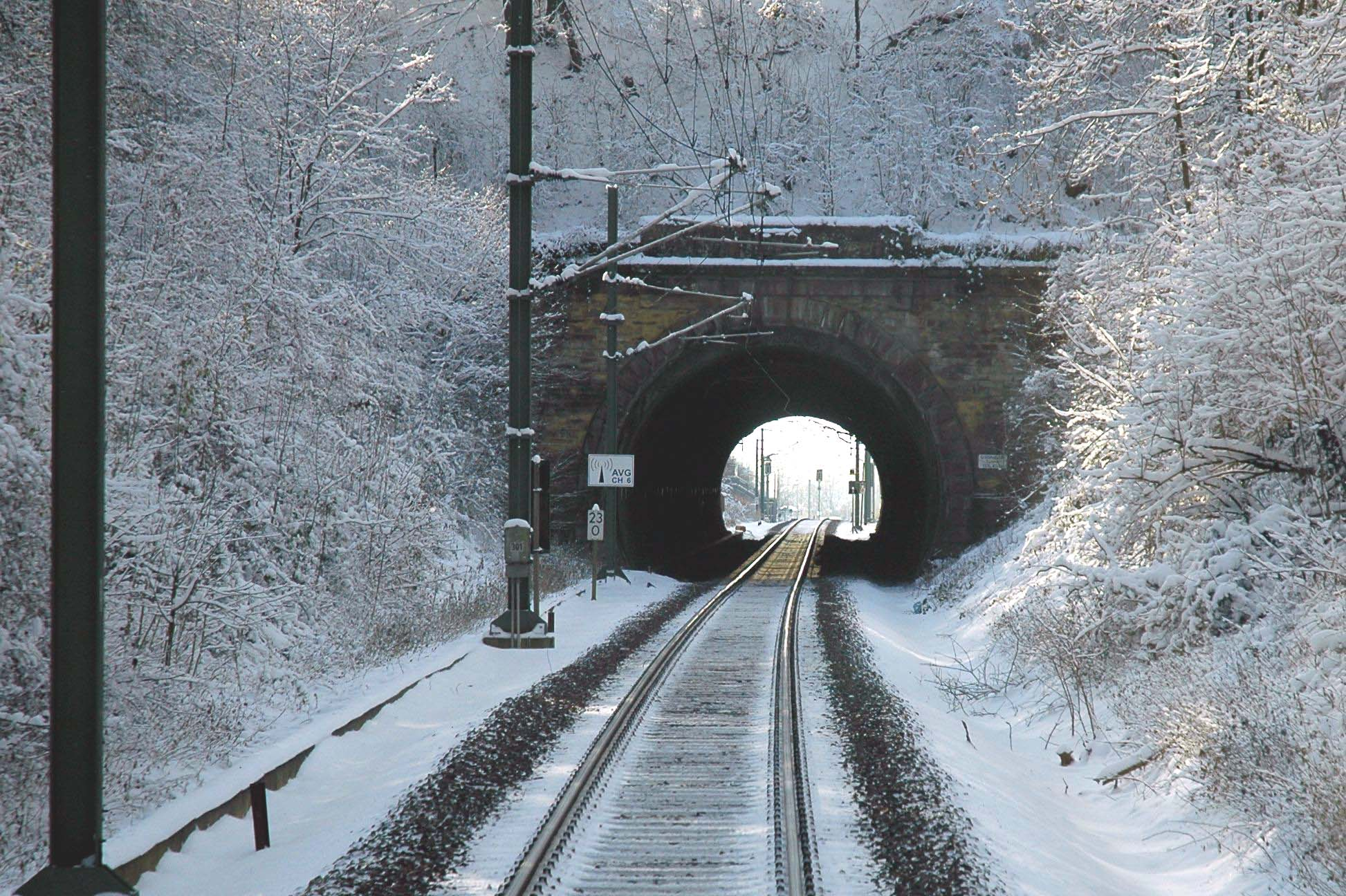
Гельсгаузенський тунель

### Придбання компанією AVG і розширення легкорейкового транспорту (з 1992 р.)
У 1980-х рр. компанія Albtal-Verkehrs-Gesellschaft (AVG) розробила концепцію легкорейкового транспорту для району Карлсруе, яка передбачала сполучення внутрішньоміської трамвайної мережі з регіональними лініями Deutsche Bundesbahn і пізніше стала відомою як модель Карлсруе. 
Крайхгаубан між Гроцінгеном і Гельсгаузеном послужив пілотним маршрутом для концепції. 
Згодом AVG модернізувала та електрифікувала лінію та побудувала трамвайну лінію між станцією Гроцінген та станцією Дурлах, де можна було створити пересадку на трамвайну мережу. 
Використовувалася система живлення змінного струму з частотою 16,7 Гц, яка поширена на Deutsche Bahn.
Лінію інтегровано в мережу штадтбану Карлсруе як лінію «В» 25 вересня 1992 року на дільниці Карлсруе — Бреттен — Гельсгаузен після того, як перша лінію штадтбану, Альбтальбан, відкрито в 1957 році, позначено лінією «А». 
У той час як остання працювала повністю на постійному струмі, лінія B змінила не лише свій юридичний статус, але й систему живлення після переходу від трамвайної до залізничної мережі. 
Федеральна залізниця продовжувала обслуговувати маршрут місцевими поїздами до Карлсруе-Головний до 1996 року.
У той час як чинні станції модернізували, також було створено численні нові зупинки, зокрема в місті Бреттен, наприклад зупинка «Середмістя», яка знаходиться ближче до центру міста. 
AVG також збудував другу колію на кількох дільницях. 
Оскільки всі тунелі були розраховані на дві колії, безперервна електрифікація лінії була можлива без великих витрат.
Двоколійні дільниці побудували між Єлінген-Західний та станцією Єлінген (1994), станцією Єлінген та станцією Вессинген (1997) і станцією Вессинген та Вессинген-Східний (1998). 
У Гельсгаузені зупинка перенесли та отримала додаткову реверсивну колію.
Успіх нової лінії штадтбану став миттєвим: замість попереднього середнього показника в 1800 пасажирів, на початку 1993 року між Карлсруе і Бреттеном щодня користувалося 8500 пасажирів. 
Навіть під час рейсів у вагонах Федеральної залізниці кількість пасажирів зростала. 
Оскільки регулярні поїзди почали курсувати й у неділю, кількість пасажирів залізницею зросла у 30 разів. 

Таким чином, розширення лінії штадтбану за межі Бреттена виявилось економічно доцільним.
29 травня 1994 року обробку вантажних вагонів на станції Швайгерн припинено, і клієнтів спочатку направляли на Гайльбронн-Головний. 

У 1996 році усі поїзди DB, що курсували з Карлсруе до Гайльбронна, скасовано. 
Відтоді вони курсували лише між Бреттен-Гельсгаузеном і Гайльбронном.
З 1 червня 1997 року діяльність штадтбану продовжено до Еппінгена, поїзди DB курсували між Еппінгеном і Гайльбронном до того, як штадтбан почав обслуговувати Гайльбронн-Головний 26 вересня 1999 року, після того, як у вихідні з березня 1999 року вже було попереднє сполучення сполучення між Еппінгеном і Гайльбронном. 
5 листопада 2000 року відкрито зупинку Беккінген-Зонненбруннен і другу колію на дистанції Центр профетехосвіти Беккінген — Гайльбронн-Головний. 

Реконструкція дільниці Еппінген — Гайльбронн коштувала близько 72 мільйонів німецьких марок
, 
або близько 55,2 мільйонів євро. 

У 2000 році станцію Бреттен капітально відремонтовано. 
З 21 липня 2001 року 

поїзди курсують до центру міста, з 2004 року до східної околиці міста, а з 10 грудня 2005 року, після двох з половиною років будівництва, на дільниці Гайльбронн — Крайльсгайм до Ерінгена. 
Кілька додаткових зупинок також створено між Гельсгаузеном і Гайльбронном в рамках розширення шдадтбану. 
Дільниці Гельсгаузен — Гельсгаузен-Індустрігебіт (2004), Еппінген-Західний — Еппінген (1997), Швайгерн-Західний —Швайгерн (1999), Лайнгартен-Західний — станція Лайнгартен  та Зонненбруннен — Гайльбронн-Головний (2000) перебудовано на двоколійні. 
Транзитну дільницю також створено на захід від Еппінгена, використовуючи колію лінії Еппінген — Зінсгайм як другу колію Крайхгаубана.
У 2003/4 рр. Крайхгаубан здійснював регулярні безперервні рейси з Фройденштадта через Мургтальбан до Карлсруе і далі до Гайльбронна, протяжністю 155 км і часом у дорозі понад 3,5 години. 
Однак, оскільки цей маршрут був надто схильний до затримок і в той же час продовження до Ерінгена очікувалося, від нього довелося відмовитися, і маршрут був змінений у напрямку Баден-Баден — Ахерн. Розклад 2005/6 рр. пропонував щоденне наскрізне сполучення з Ерінгена до Фройденштадта з часом у дорозі 4 години 14 хвилин.
11 грудня 2009 року відкрито зупинку Беккінген-Західний, яку побудували за попередні вісім місяців приблизно за 1,6 мільйона євро. 

Переїзд на зупинці Беккінген-Зонненбруннен виведено з експлуатації 11 лютого 2019 року та замінено на підземний перехід, а 28 березня 2019 року на переїзд для пішоходів і велосипедистів із системою безпеки типу BÜP93/LzF-ÜS. 

З грудня 2022 року діє експрес-сполучення Карлсруе – Гайльбронн, яке не обслуговує центри міст. 
Ці послуги було надано DB Regio як частину мережі 7b «Karlsruhe Networks», яка використовує автомотриси Alstom Coradia Continental. 

Для забезпечення більшої частоти послуг легкої залізниці в районі Гайльбронна побудовано двоколійне розширення між Швайгерном і Лайнгартеном. 
Вартість планування та будівництва станом на 2021 рік оцінювалася приблизно в 24 мільйони євро. 

Дільницю Еппінген — Гайльбронном повністю закрили для проведення цих будівельних робіт з червня по грудень 2024 року. 
Введення в експлуатацію двоколійної дільниці заплановано на червень 2025 року. 
З цього моменту трамвайні лінії S4, S41 і S42 між Еппінгеном і Гайльбронном, а також у напрямку Мосбах-Неккарельц і Зінсгайм матимуть збільшену частоту. 

Оскільки запровадження експрес-сполучення між  Карлсруе-Головний та Гайльбронном означало, що одне з трьох погодинних сполучень до центру міста Карлсруе скасували, район Карлсруе планує розширити дільницю між Грецінгеном і Бреттеном з 2019 року, щоб мати можливість пропонувати три сполучення штадтбаном  щогодини на додаток до експрес-сполучення. 
Планується двоколійна лінія між Гретцінген-Пфінцбрюкке та Єлінгерським тунелем, а також між Вессінген-Східний і Дюрренбюхіг. 
Крім того, проект містить додаткову реверсивну колію в районі Гельсгаузен/Бауэрбах. 

Реалізація запланована на 2026/7 рр. 

## Операції

### Оператори
Зараз електрифікована лінія управляється Albtal-Verkehrs-Gesellschaft як дільниця лінії S 4 (Еринген — Гайльбронн —   Карлсруе — Раштат — Ахерн) з сучасними поїздами штадтбану класу GT8-100C/2S і GT8-100D/2S-M. 
На дільницях Карлсруе-Альбтальбангоф (станція AVG) — Карлсруе-Дурлах та Гайльбронн-Головний і Гайльбронн-Пфюльпарк транспортні засоби прямують вулицями. 
AVG орендувала лінію Карлсруе-Грецінген — Гайльбронн у Deutsche Bahn на 25 років.

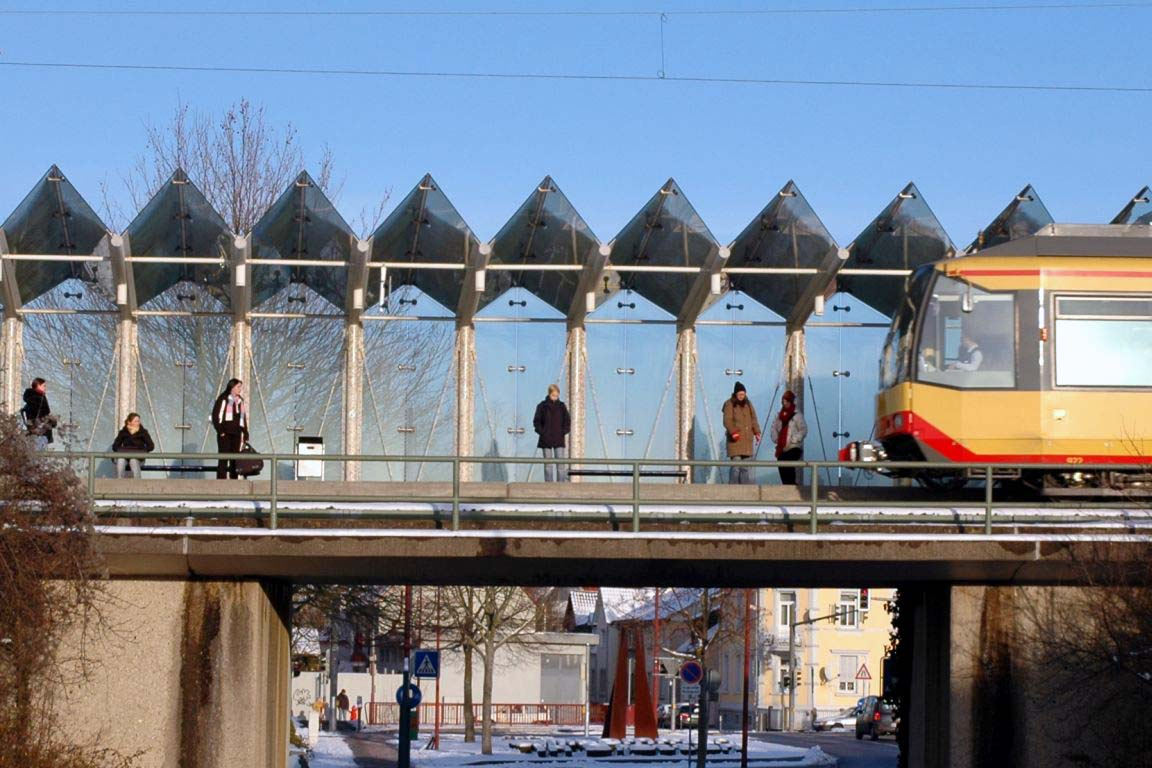
Нова станція Бреттен-Середмістя, побудована для штадтбану

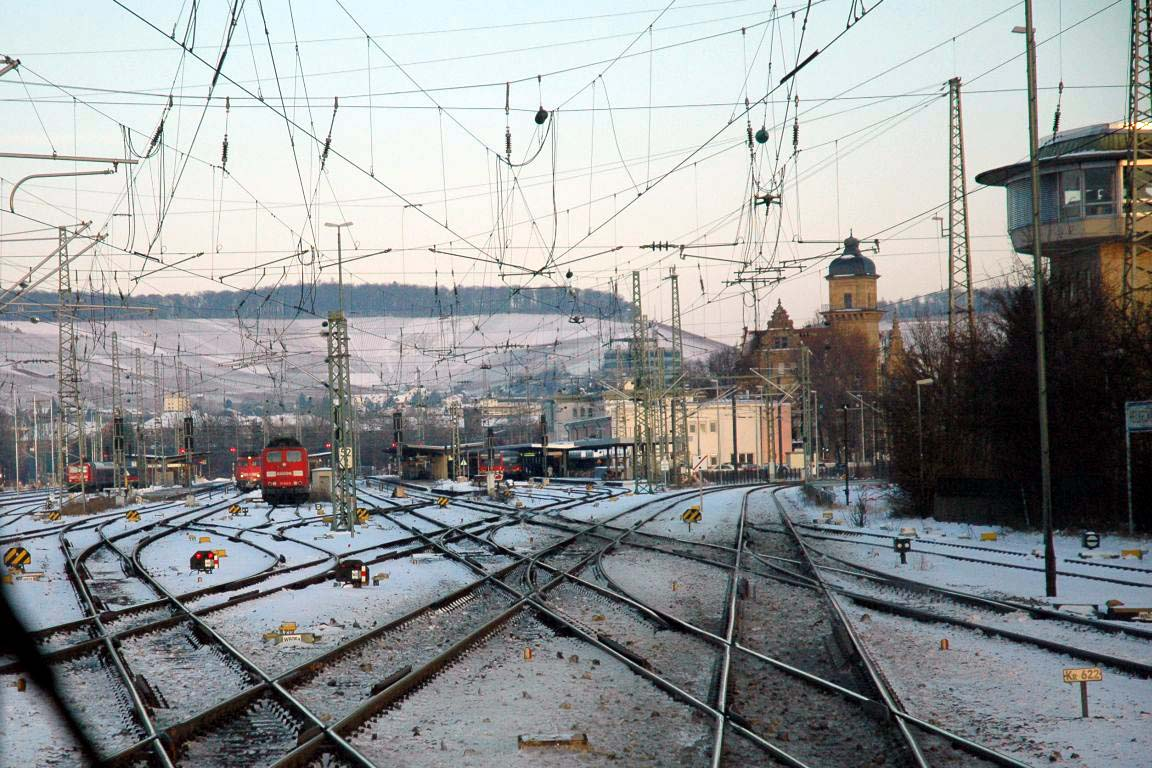
Нова розв'язка із Франконіябаном, побудована для штадтбану в Гайльбронн-Головний, вид з поїзда

### Станції
Висота платформи над рівнем рейок у Вессинген-Східний, Бреттен, Гельсгаузен-Індустрі та на всіх станціях між Еппінгеном і Гайльбронном становить 55 см, що робить можливим безбар'єрний доступ до транспортних засобів штадтбану класу GT 8-100D/2S-M. 
Всі інші станції мають висоту платформи 38 см.
Усі платформи мають мінімальну довжину 120 м, щоб під час щільного трафіку, особливо в ранковий пік робочого та шкільного транспорту, можна було з’єднати три склади багатокомпонентних поїздів. 
Але через те, що центральні вуличні дільниці в Карлсруе та Гайльбронні сконструйовані лише для двох зчеплених складів, а також через труднощі розділення та повторного об’єднання поїздів для внутрішніх міських дільниць, поїзди рідко курсують максимальною довжиною маршруту.
Дільниця від Грецінгена (0,0 км) до Еппінгена (43,5 км) має офіційний номер маршруту 4201; наступна дільниця до Гайльбронна (140,0-118,6 км) є частиною маршруту 4950, який продовжується до Крайльсгайму. 

### Інтервал руху
Наскрізні потяги курсують між Карлсруе та Гайльбронном двічі на годину, причому одна зі служб працює як «швидкий» з меншою кількістю проміжних зупинок. 
Час у дорозі між центральними площами двох міст зупинковими поїздами становить 98 хвилин, експресами – 81 хвилина.

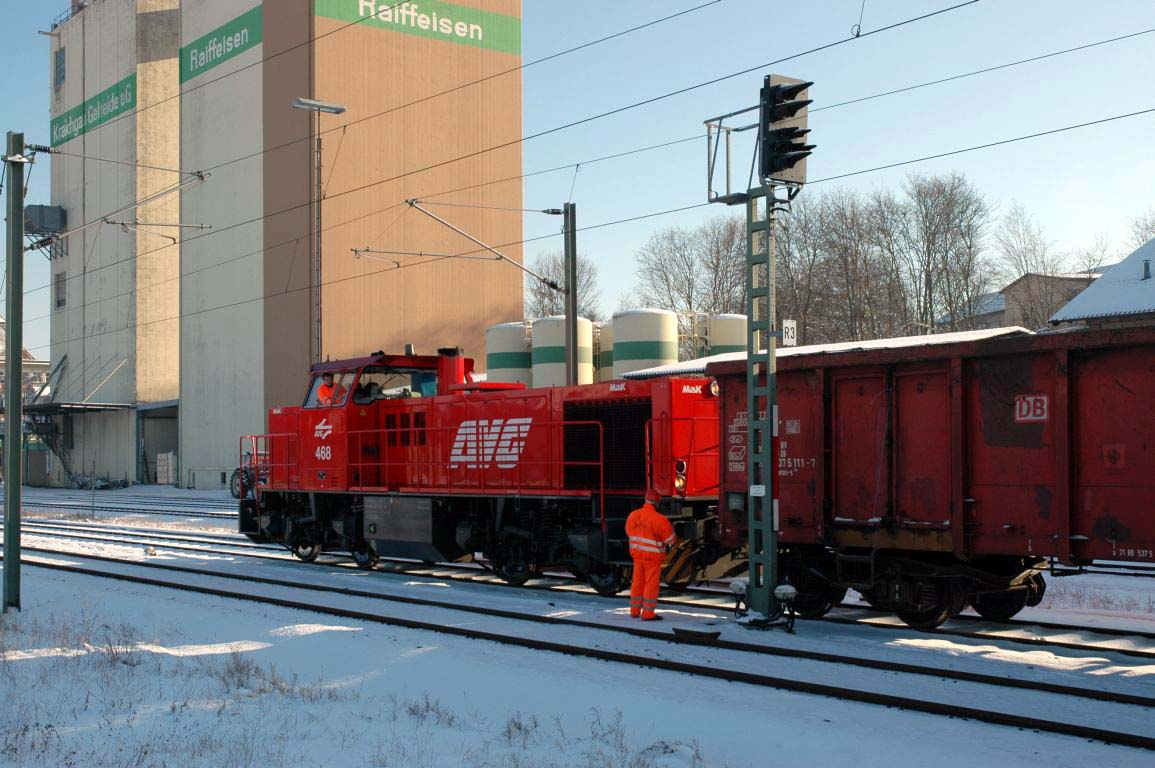
Вантажний тепловоз лінії AVG в Еппінгені (грудень 2005 р.)

### Вантажні перевезення
Попри те, що Крайхгаубан сполучає міста Карлсруе та Гайльбронн, вантажні перевезення між двома містами ніколи не були значними. 
Сільськогосподарські перевезення з родючого Крайхгау мали важливе значення для лінії, особливо для вивезення цукрових буряків під час збирання врожаю. 
До кінця 1993 року Deutsche Bahn відмовився від цього виду транспорту на Крайхгаубані, а також на всіх інших залізничних лініях у Баден-Вюртемберзі. 
У 2001 році повне припинення вантажного руху на лінії розглядалося як частина раціоналізації вантажних операцій, відомої як MORA C . 
Пізніше AVG взяла на себе пасажирські та вантажні перевезення на Крайхгаубані між Бреттеном і Гайльбронном, тоді як між Карлсруе і Бреттеном деякий час вантажний рух не здійснювався.
На травень 2006 р. AVG регулярно обслуговує вантажні під’їзди в Еппінгені (дві металообробні компанії та кооператив Raiffeisen) і в Зульцфельді (металообробна компанія).